# Lotus E22
Der Lotus E22 war der Formel-1-Rennwagen des Lotus F1 Teams für die Formel-1-Saison 2014. Er war der fünfte Rennwagen des Teams, seit es im Besitz von Genii Capital war und der 22. Rennwagen, der in der Fabrik im britischen Enstone entworfen und gebaut wurde; daher trug er den Namen E22. Motorenlieferant des Fahrzeugs war Renault. Der Lotus E22 wurde am 24. Januar 2014 ohne vorherige Ankündigung über einen Tweet des Rennstalls erstmals der Öffentlichkeit gezeigt.
Am 6. Januar 2014 gab Lotus bekannt, den Wagen nicht rechtzeitig für die ersten offiziellen Testfahrten der Saison ab dem 28. Januar 2014 in Jerez fertigstellen zu können und stattdessen erst an den zweiten Testfahrten in Bahrain ab dem 19. Februar 2014 teilzunehmen. Die ersten Runden auf der Rennstrecke drehte der Wagen am 7. und 8. Februar in Jerez, als das Lotus-Team im Rahmen von „Filmtagen“ 100 km zurücklegte.

## Technik und Entwicklung

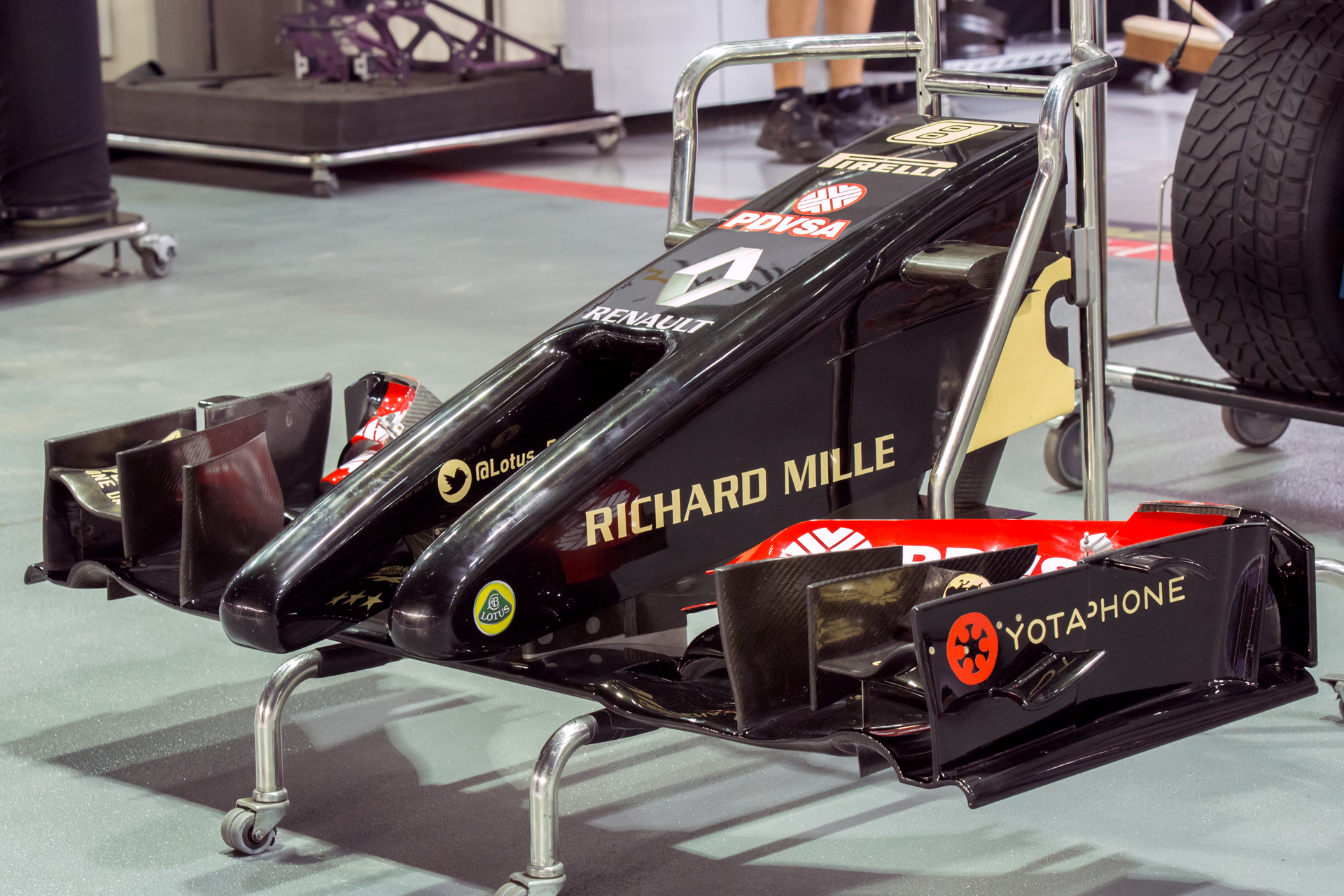
Die „Doppelzinken“ genannte Nase des Lotus E22

Der E22 war das Nachfolgemodell des E21, wobei sich das Fahrzeug aufgrund von Regeländerungen für die Formel-1-Saison 2014 optisch wie auch technisch deutlich vom Vorgängermodell unterschied.
Angetrieben wurde der Wagen vom neuentwickelten Renault Energy F1 2014, einem 1,6-Liter-V6-Motor mit einem Turbolader.
Bedingt durch die Regeländerungen zur Saison 2014 war die Nase des Fahrzeugs deutlich niedriger als beim Fahrzeug des Vorjahres. Der Frontflügel des Wagens war an zwei schmalen Streben aufgehängt, die unterschiedlich lang waren. Experten schätzten den Unterschied auf rund fünf Zentimeter, da die Nase des Fahrzeugs laut Reglement fünf Zentimeter hinter dem vordersten Punkt des Fahrzeugs nur eine einzige Fläche aufweisen durfte, die mindestens 9000 mm² groß war. Charlie Whiting, der technische Delegierte der FIA, erklärte diese Lösung als legal und bezeichnete sie als „sehr clevere Interpretation der Regeln“.

## Lackierung und Sponsoring
Der E22 war wie sein Vorgängermodell in Schwarz-Gold lackiert. Durch die Sponsoren Total, PDVSA und Genii Capital erhielt der Wagen zusätzlich rote Farbakzente. Weitere Sponsorenaufkleber kamen von den aus dem Unilever-Konzern stammenden Produkten Rexona und Clear sowie vom Energy-Drink burn und von YotaPhone.

## Fahrer
Lotus trat 2014 mit dem Fahrerduo Romain Grosjean und Pastor Maldonado an, der in der Vorsaison für das Williams-Team fuhr. Bei Lotus ersetzte er Kimi Räikkönen, der zu Ferrari wechselte.

## Ergebnisse
| Fahrer               | Nr.                  | 1   | 2   | 3  | 4   | 5  | 6   | 7   | 8  | 9   | 10  | 11  | 12  | 13 | 14 | 15 | 16 | 17 | 18  | 19  | Punkte | Rang |
| -------------------- | -------------------- | --- | --- | -- | --- | -- | --- | --- | -- | --- | --- | --- | --- | -- | -- | -- | -- | -- | --- | --- | ------ | ---- |
| Formel-1-Saison 2014 | Formel-1-Saison 2014 |     |     |    |     |    |     |     |    |     |     |     |     |    |    |    |    |    |     |     | 10     | 8.   |
| R. Grosjean          | 8                    | DNF | 11  | 12 | DNF | 8  | 8   | DNF | 14 | 12  | DNF | DNF | DNF | 16 | 13 | 15 | 17 | 11 | 17* | 13  | 10     | 8.   |
| P. Maldonado         | 13                   | DNF | DNF | 14 | 14  | 15 | DNS | DNF | 12 | 17* | 12  | 13  | DNF | 14 | 12 | 16 | 18 | 9  | 12  | DNF | 10     | 8.   |
| C. Pic               | 30                   |     |     |    |     |    |     |     |    |     |     |     |     | PO |    |    |    |    |     |     | 10     | 8.   |
| E. Ocon              | 31                   |     |     |    |     |    |     |     |    |     |     |     |     |    |    |    |    |    |     | PO  | 10     | 8.   |

| Legende  | Legende            | Legende                                                          |
| Farbe    | Abkürzung          | Bedeutung                                                        |
| -------- | ------------------ | ---------------------------------------------------------------- |
| Gold     | –                  | Sieg                                                             |
| Silber   | –                  | 2. Platz                                                         |
| Bronze   | –                  | 3. Platz                                                         |
| Grün     | –                  | Platzierung in den Punkten                                       |
| Blau     | –                  | Klassifiziert außerhalb der Punkteränge                          |
| Violett  | DNF                | Rennen nicht beendet (did not finish)                            |
| Violett  | NC                 | nicht klassifiziert (not classified)                             |
| Rot      | DNQ                | nicht qualifiziert (did not qualify)                             |
| Rot      | DNPQ               | in Vorqualifikation gescheitert (did not pre-qualify)            |
| Schwarz  | DSQ                | disqualifiziert (disqualified)                                   |
| Weiß     | DNS                | nicht am Start (did not start)                                   |
| Weiß     | WD                 | zurückgezogen (withdrawn)                                        |
| Hellblau | PO                 | nur am Training teilgenommen (practiced only)                    |
| Hellblau | TD                 | Freitags-Testfahrer (test driver)                                |
| ohne     | DNP                | nicht am Training teilgenommen (did not practice)                |
| ohne     | INJ                | verletzt oder krank (injured)                                    |
| ohne     | EX                 | ausgeschlossen (excluded)                                        |
| ohne     | DNA                | nicht erschienen (did not arrive)                                |
| ohne     | C                  | Rennen abgesagt (cancelled)                                      |
| ohne     | keine WM-Teilnahme |                                                                  |
| sonstige | P/fett             | Pole-Position                                                    |
| sonstige | 1/2/3/4/5/6/7/8    | Punktplatzierung im Sprint-/Qualifikationsrennen                 |
| sonstige | SR/kursiv          | Schnellste Rennrunde                                             |
| sonstige | *                  | nicht im Ziel, aufgrund der zurückgelegten Distanz aber gewertet |
| sonstige | ()                 | Streichresultate                                                 |
| sonstige | unterstrichen      | Führender in der Gesamtwertung                                   |